# 张文麟
张文麟（1482年—1548年），字公瑞，號端巖，南直隶常熟縣人，明朝政治人物。官至福建建宁府知府。

## 生平
弘治十七年（1504年）甲子科應天府鄉試第五名舉人，弘治十八年（1505年）联捷乙丑科进士。历任刑部广东司主事、山东司员外郎、四川司郎中，正德九年（1514年）遷知吉安府，以父喪不赴任。服除，正德十二年（1517年）任福建建宁府知府。免官归乡，時年三十八。起三大第使三子分居之，装饰豪华，所居巷名曰步道巷。

## 家族
曾祖张粹中。祖张懋，稱遜志先生，官武邑教谕。父张汤民（1451—1514年），字從禮，初號貞軒，後更號晚翠，封主事。母盧氏。弟张文渊。
张文麟夫人王氏，封安人，先其十一年去世。有三子：张一桁、张二桁、张三桁，俱国子生。